# Refahiye
Refahiye là một huyện thuộc tỉnh Erzincan, Thổ Nhĩ Kỳ. Huyện có diện tích 1682 km² và dân số thời điểm năm 2007 là 9742 người, mật độ 6 người/km².
Huyện này có người Thổ Nhĩ Kỳ Sunni và người Kurd Alevi sinh sống.